# Tour de Valònia 2021
El Tour de Valònia 2021, 48a edició del Tour de Valònia, es disputà entre el 20 i el 24 de juliol de 2021 sobre un recorregut de 874,77 km distribuïts en cinc etapes. La cursa formava part del calendari de l'UCI ProSeries 2021, amb una categoria 2.Pro.
El vencedor de la classificació general fou l'estatunidenc Quinn Simmons (Trek-Segafredo). L'acompanyaren al podi Stan Dewulf (AG2R Citroën Team) i Alexis Renard (Israel Start-Up Nation).

## Equips
L'organització convidà a prendre part en la cursa a vint-i-cinc equips, tretze UCI WorldTeam, set ProTeams i cinc equips continentals:
| WorldTeams (13)- Groupama-FDJ - AG2R Citroën Team - Bora-Hansgrohe - Cofidis - Deceuninck-Quick Step - EF Education-Nippo - Intermarché-Wanty-Gobert Matériaux - Israel Start-Up Nation - Jumbo-Visma - Lotto Soudal - Qhubeka NextHash - Trek-Segafredo - UAE Team Emirates ProTeams (7)- Alpecin-Fenix - B&B Hotels p/b KTM - Bingoal Pauwels Sauces WB - Sport Vlaanderen-Baloise - Arkéa-Samsic - TotalEnergies - Uno-X Pro Cycling Team Equips continentals (5)- Baloise-Trek Lions - Hagens Berman Axeon - Pauwels Sauzen-Bingoal - Riwal - Tarteletto-Isorex |
| |

## Etapes
| Etapa    | Data      | Ciutats d'etapa                       | type                    | Distància (km) | Desnivell (m) | Vencedor de l'etapa | Líder de la general |
| -------- | --------- | ------------------------------------- | ----------------------- | -------------- | ------------- | ------------------- | ------------------- |
| 1a etapa | 20 de jul | Genappe – Héron                       | etapa accidentada       | 181,98         | 2.065 m       | Dylan Groenewegen   | Dylan Groenewegen   |
| 2a etapa | 21 de jul | Circuit de Zolder – Circuit de Zolder | etapa plana             | 120,16         | 598 m         | Fabio Jakobsen      | Dylan Groenewegen   |
| 3a etapa | 22 de jul | Plombières – Érezée                   | etapa de mitja muntanya | 178,05         | 2.981 m       | Quinn Simmons       | Quinn Simmons       |
| 4a etapa | 23 de jul | Neufchâteau – Fleurus                 | etapa de mitja muntanya | 205,09         | 2.766 m       | Dylan Groenewegen   | Quinn Simmons       |
| 5a etapa | 24 de jul | Dinant – Quaregnon                    | etapa plana             | 189,49         | 1.971 m       | Fabio Jakobsen      | Quinn Simmons       |

### 1a etapa
| \| Classificació de l'etapa \| Classificació de l'etapa \| Classificació de l'etapa \| Classificació de l'etapa \| Classificació de l'etapa \| \| Corredor \| Corredor \| Equip \| Temps \| \| \| ------------------------ \| ------------------------ \| ------------------------- \| ------------------------ \| ------------------------ \| \| 1r \| Dylan Groenewegen \| Jumbo-Visma \| 4h 21' 36" \| \| \| 2n \| Hugo Hofstetter \| Israel Start-Up Nation \| + 0" \| \| \| 3r \| Gianni Vermeersch \| Alpecin-Fenix \| + 0" \| \| \| 4t \| Alexander Kristoff \| UAE Team Emirates \| + 0" \| \| \| 5è \| Rui Oliveira \| UAE Team Emirates \| + 0" \| \| \| 6è \| Amaury Capiot \| Arkéa-Samsic \| + 0" \| \| \| 7è \| Fernando Gaviria Rendón \| UAE Team Emirates \| + 0" \| \| \| 8è \| Piet Allegaert \| Cofidis \| + 0" \| \| \| 9è \| Giacomo Nizzolo \| Qhubeka NextHash \| + 0" \| \| \| 10è \| Milan Menten \| Bingoal Pauwels Sauces WB \| + 0" \| \| |                         |                           |            |
| |                         |                           |            |
| Font: ProCyclingStats |                         |                           |            |
| Classificació de l'etapa |                         |                           |            |
| Corredor | Corredor                | Equip                     | Temps      |
| 1r | Dylan Groenewegen       | Jumbo-Visma               | 4h 21' 36" |
| 2n | Hugo Hofstetter         | Israel Start-Up Nation    | + 0"       |
| 3r | Gianni Vermeersch       | Alpecin-Fenix             | + 0"       |
| 4t | Alexander Kristoff      | UAE Team Emirates         | + 0"       |
| 5è | Rui Oliveira            | UAE Team Emirates         | + 0"       |
| 6è | Amaury Capiot           | Arkéa-Samsic              | + 0"       |
| 7è | Fernando Gaviria Rendón | UAE Team Emirates         | + 0"       |
| 8è | Piet Allegaert          | Cofidis                   | + 0"       |
| 9è | Giacomo Nizzolo         | Qhubeka NextHash          | + 0"       |
| 10è | Milan Menten            | Bingoal Pauwels Sauces WB | + 0"       |

| \| Classificació general \| Classificació general \| Classificació general \| Classificació general \| Classificació general \| \| Corredor \| Corredor \| Equip \| Temps \| \| \| --------------------- \| --------------------- \| ---------------------------------- \| --------------------- \| --------------------- \| \| 1r \| Dylan Groenewegen \| Jumbo-Visma \| 4h 21' 26" \| \| \| 2n \| Hugo Hofstetter \| Israel Start-Up Nation \| + 4" \| \| \| 3r \| Dries De Bondt \| Alpecin-Fenix \| + 4" \| \| \| 4t \| Gianni Vermeersch \| Alpecin-Fenix \| + 6" \| \| \| 5è \| Jenthe Biermans \| Israel Start-Up Nation \| + 7" \| \| \| 6è \| Stan Dewulf \| AG2R Citroën Team \| + 8" \| \| \| 7è \| Quinten Hermans \| Intermarché-Wanty-Gobert Matériaux \| + 9" \| \| \| 8è \| Baptiste Planckaert \| Intermarché-Wanty-Gobert Matériaux \| + 9" \| \| \| 9è \| Tom Paquot \| Bingoal Pauwels Sauces WB \| + 9" \| \| \| 10è \| Alexander Kristoff \| UAE Team Emirates \| + 10" \| \| |                     |                                    |            |
| |                     |                                    |            |
| Font: ProCyclingStats |                     |                                    |            |
| Classificació general |                     |                                    |            |
| Corredor | Corredor            | Equip                              | Temps      |
| 1r | Dylan Groenewegen   | Jumbo-Visma                        | 4h 21' 26" |
| 2n | Hugo Hofstetter     | Israel Start-Up Nation             | + 4"       |
| 3r | Dries De Bondt      | Alpecin-Fenix                      | + 4"       |
| 4t | Gianni Vermeersch   | Alpecin-Fenix                      | + 6"       |
| 5è | Jenthe Biermans     | Israel Start-Up Nation             | + 7"       |
| 6è | Stan Dewulf         | AG2R Citroën Team                  | + 8"       |
| 7è | Quinten Hermans     | Intermarché-Wanty-Gobert Matériaux | + 9"       |
| 8è | Baptiste Planckaert | Intermarché-Wanty-Gobert Matériaux | + 9"       |
| 9è | Tom Paquot          | Bingoal Pauwels Sauces WB          | + 9"       |
| 10è | Alexander Kristoff  | UAE Team Emirates                  | + 10"      |

### 2a etapa
| \| Classificació de l'etapa \| Classificació de l'etapa \| Classificació de l'etapa \| Classificació de l'etapa \| Classificació de l'etapa \| \| Corredor \| Corredor \| Equip \| Temps \| \| \| ------------------------ \| ------------------------ \| ---------------------------------- \| ------------------------ \| ------------------------ \| \| 1r \| Fabio Jakobsen \| Deceuninck-Quick Step \| 2h 34' 42" \| \| \| 2n \| Fernando Gaviria Rendón \| UAE Team Emirates \| + 0" \| \| \| 3r \| Amaury Capiot \| Arkéa-Samsic \| + 0" \| \| \| 4t \| Piet Allegaert \| Cofidis \| + 0" \| \| \| 5è \| Andrea Pasqualon \| Intermarché-Wanty-Gobert Matériaux \| + 0" \| \| \| 6è \| Marc Sarreau \| AG2R Citroën Team \| + 0" \| \| \| 7è \| Giacomo Nizzolo \| Qhubeka NextHash \| + 0" \| \| \| 8è \| Alexis Renard \| Israel Start-Up Nation \| + 0" \| \| \| 9è \| Stefano Oldani \| Lotto-Soudal \| + 0" \| \| \| 10è \| John Degenkolb \| Lotto-Soudal \| + 0" \| \| |                         |                                    |            |
| |                         |                                    |            |
| Font: ProCyclingStats |                         |                                    |            |
| Classificació de l'etapa |                         |                                    |            |
| Corredor | Corredor                | Equip                              | Temps      |
| 1r | Fabio Jakobsen          | Deceuninck-Quick Step              | 2h 34' 42" |
| 2n | Fernando Gaviria Rendón | UAE Team Emirates                  | + 0"       |
| 3r | Amaury Capiot           | Arkéa-Samsic                       | + 0"       |
| 4t | Piet Allegaert          | Cofidis                            | + 0"       |
| 5è | Andrea Pasqualon        | Intermarché-Wanty-Gobert Matériaux | + 0"       |
| 6è | Marc Sarreau            | AG2R Citroën Team                  | + 0"       |
| 7è | Giacomo Nizzolo         | Qhubeka NextHash                   | + 0"       |
| 8è | Alexis Renard           | Israel Start-Up Nation             | + 0"       |
| 9è | Stefano Oldani          | Lotto-Soudal                       | + 0"       |
| 10è | John Degenkolb          | Lotto-Soudal                       | + 0"       |

| \| Classificació general \| Classificació general \| Classificació general \| Classificació general \| Classificació general \| \| Corredor \| Corredor \| Equip \| Temps \| \| \| --------------------- \| ----------------------- \| ---------------------------------- \| --------------------- \| --------------------- \| \| 1r \| Dylan Groenewegen \| Jumbo-Visma \| 6h 56' 08" \| \| \| 2n \| Fabio Jakobsen \| Deceuninck-Quick Step \| + 0" \| \| \| 3r \| Fernando Gaviria Rendón \| UAE Team Emirates \| + 4" \| \| \| 4t \| Hugo Hofstetter \| Israel Start-Up Nation \| + 4" \| \| \| 5è \| Quinten Hermans \| Intermarché-Wanty-Gobert Matériaux \| + 4" \| \| \| 6è \| Dries De Bondt \| Alpecin-Fenix \| + 4" \| \| \| 7è \| Erik Nordsæter Resell \| Uno-X Pro Cycling Team \| + 5" \| \| \| 8è \| Amaury Capiot \| Arkéa-Samsic \| + 6" \| \| \| 9è \| Gianni Vermeersch \| Alpecin-Fenix \| + 6" \| \| \| 10è \| Jenthe Biermans \| Israel Start-Up Nation \| + 7" \| \| |                         |                                    |            |
| |                         |                                    |            |
| Font: ProCyclingStats |                         |                                    |            |
| Classificació general |                         |                                    |            |
| Corredor | Corredor                | Equip                              | Temps      |
| 1r | Dylan Groenewegen       | Jumbo-Visma                        | 6h 56' 08" |
| 2n | Fabio Jakobsen          | Deceuninck-Quick Step              | + 0"       |
| 3r | Fernando Gaviria Rendón | UAE Team Emirates                  | + 4"       |
| 4t | Hugo Hofstetter         | Israel Start-Up Nation             | + 4"       |
| 5è | Quinten Hermans         | Intermarché-Wanty-Gobert Matériaux | + 4"       |
| 6è | Dries De Bondt          | Alpecin-Fenix                      | + 4"       |
| 7è | Erik Nordsæter Resell   | Uno-X Pro Cycling Team             | + 5"       |
| 8è | Amaury Capiot           | Arkéa-Samsic                       | + 6"       |
| 9è | Gianni Vermeersch       | Alpecin-Fenix                      | + 6"       |
| 10è | Jenthe Biermans         | Israel Start-Up Nation             | + 7"       |

### 3a etapa
| \| Classificació de l'etapa \| Classificació de l'etapa \| Classificació de l'etapa \| Classificació de l'etapa \| Classificació de l'etapa \| \| Corredor \| Corredor \| Equip \| Temps \| \| \| ------------------------ \| ------------------------ \| ------------------------- \| ------------------------ \| ------------------------ \| \| 1r \| Quinn Simmons \| Trek-Segafredo \| 4h 07' 19" \| \| \| 2n \| Stan Dewulf \| AG2R Citroën Team \| + 1" \| \| \| 3r \| Alexis Renard \| Israel Start-Up Nation \| + 13" \| \| \| 4t \| Fernando Barceló Aragón \| Cofidis \| + 13" \| \| \| 5è \| Pascal Eenkhoorn \| Jumbo-Visma \| + 13" \| \| \| 6è \| Maxim Van Gils \| Lotto-Soudal \| + 17" \| \| \| 7è \| Alessandro Covi \| UAE Team Emirates \| + 25" \| \| \| 8è \| Tim Wellens \| Lotto-Soudal \| + 25" \| \| \| 9è \| Milan Menten \| Bingoal Pauwels Sauces WB \| + 32" \| \| \| 10è \| Amaury Capiot \| Arkéa-Samsic \| + 32" \| \| |                         |                           |            |
| |                         |                           |            |
| Font: ProCyclingStats |                         |                           |            |
| Classificació de l'etapa |                         |                           |            |
| Corredor | Corredor                | Equip                     | Temps      |
| 1r | Quinn Simmons           | Trek-Segafredo            | 4h 07' 19" |
| 2n | Stan Dewulf             | AG2R Citroën Team         | + 1"       |
| 3r | Alexis Renard           | Israel Start-Up Nation    | + 13"      |
| 4t | Fernando Barceló Aragón | Cofidis                   | + 13"      |
| 5è | Pascal Eenkhoorn        | Jumbo-Visma               | + 13"      |
| 6è | Maxim Van Gils          | Lotto-Soudal              | + 17"      |
| 7è | Alessandro Covi         | UAE Team Emirates         | + 25"      |
| 8è | Tim Wellens             | Lotto-Soudal              | + 25"      |
| 9è | Milan Menten            | Bingoal Pauwels Sauces WB | + 32"      |
| 10è | Amaury Capiot           | Arkéa-Samsic              | + 32"      |

| \| Classificació general \| Classificació general \| Classificació general \| Classificació general \| Classificació general \| \| Corredor \| Corredor \| Equip \| Temps \| \| \| --------------------- \| ----------------------- \| ---------------------------------- \| --------------------- \| --------------------- \| \| 1r \| Quinn Simmons \| Trek-Segafredo \| 11h 03' 27" \| \| \| 2n \| Stan Dewulf \| AG2R Citroën Team \| + 3" \| \| \| 3r \| Alexis Renard \| Israel Start-Up Nation \| + 19" \| \| \| 4t \| Fernando Barceló Aragón \| Cofidis \| + 23" \| \| \| 5è \| Pascal Eenkhoorn \| Jumbo-Visma \| + 23" \| \| \| 6è \| Quinten Hermans \| Intermarché-Wanty-Gobert Matériaux \| + 26" \| \| \| 7è \| Maxim Van Gils \| Lotto-Soudal \| + 27" \| \| \| 8è \| Amaury Capiot \| Arkéa-Samsic \| + 31" \| \| \| 9è \| Jenthe Biermans \| Israel Start-Up Nation \| + 32" \| \| \| 10è \| Juan Pedro López \| Trek-Segafredo \| + 32" \| \| |                         |                                    |             |
| |                         |                                    |             |
| Font: ProCyclingStats |                         |                                    |             |
| Classificació general |                         |                                    |             |
| Corredor | Corredor                | Equip                              | Temps       |
| 1r | Quinn Simmons           | Trek-Segafredo                     | 11h 03' 27" |
| 2n | Stan Dewulf             | AG2R Citroën Team                  | + 3"        |
| 3r | Alexis Renard           | Israel Start-Up Nation             | + 19"       |
| 4t | Fernando Barceló Aragón | Cofidis                            | + 23"       |
| 5è | Pascal Eenkhoorn        | Jumbo-Visma                        | + 23"       |
| 6è | Quinten Hermans         | Intermarché-Wanty-Gobert Matériaux | + 26"       |
| 7è | Maxim Van Gils          | Lotto-Soudal                       | + 27"       |
| 8è | Amaury Capiot           | Arkéa-Samsic                       | + 31"       |
| 9è | Jenthe Biermans         | Israel Start-Up Nation             | + 32"       |
| 10è | Juan Pedro López        | Trek-Segafredo                     | + 32"       |

### 4a etapa
| \| Classificació de l'etapa \| Classificació de l'etapa \| Classificació de l'etapa \| Classificació de l'etapa \| Classificació de l'etapa \| \| Corredor \| Corredor \| Equip \| Temps \| \| \| ------------------------ \| ------------------------ \| ------------------------- \| ------------------------ \| ------------------------ \| \| 1r \| Dylan Groenewegen \| Jumbo-Visma \| 4h 55' 16" \| \| \| 2n \| Giacomo Nizzolo \| Qhubeka NextHash \| + 0" \| \| \| 3r \| Fernando Gaviria Rendón \| UAE Team Emirates \| + 0" \| \| \| 4t \| Luca Mozzato \| B&B Hotels p/b KTM \| + 0" \| \| \| 5è \| Quinn Simmons \| Trek-Segafredo \| + 0" \| \| \| 6è \| Gianni Vermeersch \| Alpecin-Fenix \| + 0" \| \| \| 7è \| Amaury Capiot \| Arkéa-Samsic \| + 0" \| \| \| 8è \| Stefano Oldani \| Lotto-Soudal \| + 0" \| \| \| 9è \| Florian Sénéchal \| Deceuninck-Quick Step \| + 0" \| \| \| 10è \| Milan Menten \| Bingoal Pauwels Sauces WB \| + 0" \| \| |                         |                           |            |
| |                         |                           |            |
| Font: ProCyclingStats |                         |                           |            |
| Classificació de l'etapa |                         |                           |            |
| Corredor | Corredor                | Equip                     | Temps      |
| 1r | Dylan Groenewegen       | Jumbo-Visma               | 4h 55' 16" |
| 2n | Giacomo Nizzolo         | Qhubeka NextHash          | + 0"       |
| 3r | Fernando Gaviria Rendón | UAE Team Emirates         | + 0"       |
| 4t | Luca Mozzato            | B&B Hotels p/b KTM        | + 0"       |
| 5è | Quinn Simmons           | Trek-Segafredo            | + 0"       |
| 6è | Gianni Vermeersch       | Alpecin-Fenix             | + 0"       |
| 7è | Amaury Capiot           | Arkéa-Samsic              | + 0"       |
| 8è | Stefano Oldani          | Lotto-Soudal              | + 0"       |
| 9è | Florian Sénéchal        | Deceuninck-Quick Step     | + 0"       |
| 10è | Milan Menten            | Bingoal Pauwels Sauces WB | + 0"       |

| \| Classificació general \| Classificació general \| Classificació general \| Classificació general \| Classificació general \| \| Corredor \| Corredor \| Equip \| Temps \| \| \| --------------------- \| ----------------------- \| ---------------------------------- \| --------------------- \| --------------------- \| \| 1r \| Quinn Simmons \| Trek-Segafredo \| 15h 58' 43" \| \| \| 2n \| Stan Dewulf \| AG2R Citroën Team \| + 3" \| \| \| 3r \| Alexis Renard \| Israel Start-Up Nation \| + 19" \| \| \| 4t \| Fernando Barceló Aragón \| Cofidis \| + 23" \| \| \| 5è \| Pascal Eenkhoorn \| Jumbo-Visma \| + 23" \| \| \| 6è \| Quinten Hermans \| Intermarché-Wanty-Gobert Matériaux \| + 26" \| \| \| 7è \| Maxim Van Gils \| Lotto-Soudal \| + 27" \| \| \| 8è \| Amaury Capiot \| Arkéa-Samsic \| + 31" \| \| \| 9è \| Eliot Lietaer \| B&B Hotels p/b KTM \| + 31" \| \| \| 10è \| Fabio Van den Bossche \| Sport Vlaanderen-Baloise \| + 32" \| \| |                         |                                    |             |
| |                         |                                    |             |
| Font: ProCyclingStats |                         |                                    |             |
| Classificació general |                         |                                    |             |
| Corredor | Corredor                | Equip                              | Temps       |
| 1r | Quinn Simmons           | Trek-Segafredo                     | 15h 58' 43" |
| 2n | Stan Dewulf             | AG2R Citroën Team                  | + 3"        |
| 3r | Alexis Renard           | Israel Start-Up Nation             | + 19"       |
| 4t | Fernando Barceló Aragón | Cofidis                            | + 23"       |
| 5è | Pascal Eenkhoorn        | Jumbo-Visma                        | + 23"       |
| 6è | Quinten Hermans         | Intermarché-Wanty-Gobert Matériaux | + 26"       |
| 7è | Maxim Van Gils          | Lotto-Soudal                       | + 27"       |
| 8è | Amaury Capiot           | Arkéa-Samsic                       | + 31"       |
| 9è | Eliot Lietaer           | B&B Hotels p/b KTM                 | + 31"       |
| 10è | Fabio Van den Bossche   | Sport Vlaanderen-Baloise           | + 32"       |

### 45a etapa
| \| Classificació de l'etapa \| Classificació de l'etapa \| Classificació de l'etapa \| Classificació de l'etapa \| Classificació de l'etapa \| \| Corredor \| Corredor \| Equip \| Temps \| \| \| ------------------------ \| ------------------------ \| ------------------------- \| ------------------------ \| ------------------------ \| \| 1r \| Fabio Jakobsen \| Deceuninck-Quick Step \| 4h 32' 31" \| \| \| 2n \| Rüdiger Selig \| Bora-Hansgrohe \| + 0" \| \| \| 3r \| Milan Menten \| Bingoal Pauwels Sauces WB \| + 0" \| \| \| 4t \| Luca Mozzato \| B&B Hotels p/b KTM \| + 0" \| \| \| 5è \| Amaury Capiot \| Arkéa-Samsic \| + 0" \| \| \| 6è \| Jake Stewart \| Groupama-FDJ \| + 0" \| \| \| 7è \| Alexander Kristoff \| UAE Team Emirates \| + 0" \| \| \| 8è \| Rasmus Tiller \| Uno-X Pro Cycling Team \| + 0" \| \| \| 9è \| Nick van der Lijke \| Riwal Cycling Team \| + 0" \| \| \| 10è \| Stefano Oldani \| Lotto-Soudal \| + 0" \| \| |                    |                           |            |
| |                    |                           |            |
| Font: ProCyclingStats |                    |                           |            |
| Classificació de l'etapa |                    |                           |            |
| Corredor | Corredor           | Equip                     | Temps      |
| 1r | Fabio Jakobsen     | Deceuninck-Quick Step     | 4h 32' 31" |
| 2n | Rüdiger Selig      | Bora-Hansgrohe            | + 0"       |
| 3r | Milan Menten       | Bingoal Pauwels Sauces WB | + 0"       |
| 4t | Luca Mozzato       | B&B Hotels p/b KTM        | + 0"       |
| 5è | Amaury Capiot      | Arkéa-Samsic              | + 0"       |
| 6è | Jake Stewart       | Groupama-FDJ              | + 0"       |
| 7è | Alexander Kristoff | UAE Team Emirates         | + 0"       |
| 8è | Rasmus Tiller      | Uno-X Pro Cycling Team    | + 0"       |
| 9è | Nick van der Lijke | Riwal Cycling Team        | + 0"       |
| 10è | Stefano Oldani     | Lotto-Soudal              | + 0"       |

## Classificacions finals

### Classificació general
| \| Classificació general \| Classificació general \| Classificació general \| Classificació general \| Classificació general \| \| Corredor \| Corredor \| Equip \| Temps \| \| \| --------------------- \| ----------------------- \| ---------------------------------- \| --------------------- \| --------------------- \| \| 1r \| Quinn Simmons \| Trek-Segafredo \| 20h 31' 13" \| \| \| 2n \| Stan Dewulf \| AG2R Citroën Team \| + 4" \| \| \| 3r \| Alexis Renard \| Israel Start-Up Nation \| + 20" \| \| \| 4t \| Fernando Barceló Aragón \| Cofidis \| + 24" \| \| \| 5è \| Pascal Eenkhoorn \| Jumbo-Visma \| + 24" \| \| \| 6è \| Quinten Hermans \| Intermarché-Wanty-Gobert Matériaux \| + 27" \| \| \| 7è \| Maxim Van Gils \| Lotto-Soudal \| + 28" \| \| \| 8è \| Sean Quinn \| Hagens Berman Axeon \| + 31" \| \| \| 9è \| Amaury Capiot \| Arkéa-Samsic \| + 32" \| \| \| 10è \| Milan Menten \| Bingoal Pauwels Sauces WB \| + 32" \| \| |                         |                                    |             |
| |                         |                                    |             |
| Font: ProCyclingStats |                         |                                    |             |
| Classificació general |                         |                                    |             |
| Corredor | Corredor                | Equip                              | Temps       |
| 1r | Quinn Simmons           | Trek-Segafredo                     | 20h 31' 13" |
| 2n | Stan Dewulf             | AG2R Citroën Team                  | + 4"        |
| 3r | Alexis Renard           | Israel Start-Up Nation             | + 20"       |
| 4t | Fernando Barceló Aragón | Cofidis                            | + 24"       |
| 5è | Pascal Eenkhoorn        | Jumbo-Visma                        | + 24"       |
| 6è | Quinten Hermans         | Intermarché-Wanty-Gobert Matériaux | + 27"       |
| 7è | Maxim Van Gils          | Lotto-Soudal                       | + 28"       |
| 8è | Sean Quinn              | Hagens Berman Axeon                | + 31"       |
| 9è | Amaury Capiot           | Arkéa-Samsic                       | + 32"       |
| 10è | Milan Menten            | Bingoal Pauwels Sauces WB          | + 32"       |

### Classificacions secundàries
| Classificació per punts | Classificació per punts | Classificació per punts | Classificació per punts | Classificació per punts |
| Corredor                | Corredor                | Equip                   | Punts                   |                         |
| ----------------------- | ----------------------- | ----------------------- | ----------------------- | ----------------------- |
| 1r                      | Dylan Groenewegen       | Jumbo-Visma             | 50 pts                  |                         |
| 2n                      | Fabio Jakobsen          | Deceuninck-Quick Step   | 50 pts                  |                         |
| 3r                      | Fernando Gaviria Rendón | UAE Team Emirates       | 39 pts                  |                         |
| 4t                      | Amaury Capiot           | Arkéa-Samsic            | 34 pts                  |                         |
| 5è                      | Quinn Simmons           | Trek-Segafredo          | 33 pts                  |                         |
| 6è                      | Giacomo Nizzolo         | Qhubeka NextHash        | 26 pts                  |                         |
| 7è                      | Gianni Vermeersch       | Alpecin-Fenix           | 21 pts                  |                         |
| 8è                      | Stan Dewulf             | AG2R Citroën Team       | 20 pts                  |                         |
| 9è                      | Luca Mozzato            | B&B Hotels p/b KTM      | 20 pts                  |                         |
| 10è                     | Hugo Hofstetter         | Israel Start-Up Nation  | 20 pts                  |                         |

| Classificació per punts | Classificació per punts | Classificació per punts | Classificació per punts | Classificació per punts |
| Corredor                | Corredor                | Equip                   | Punts                   |                         |
| ----------------------- | ----------------------- | ----------------------- | ----------------------- | ----------------------- |
| 1r                      | Dylan Groenewegen       | Jumbo-Visma             | 50 pts                  |                         |
| 2n                      | Fabio Jakobsen          | Deceuninck-Quick Step   | 50 pts                  |                         |
| 3r                      | Fernando Gaviria Rendón | UAE Team Emirates       | 39 pts                  |                         |
| 4t                      | Amaury Capiot           | Arkéa-Samsic            | 34 pts                  |                         |
| 5è                      | Quinn Simmons           | Trek-Segafredo          | 33 pts                  |                         |
| 6è                      | Giacomo Nizzolo         | Qhubeka NextHash        | 26 pts                  |                         |
| 7è                      | Gianni Vermeersch       | Alpecin-Fenix           | 21 pts                  |                         |
| 8è                      | Stan Dewulf             | AG2R Citroën Team       | 20 pts                  |                         |
| 9è                      | Luca Mozzato            | B&B Hotels p/b KTM      | 20 pts                  |                         |
| 10è                     | Hugo Hofstetter         | Israel Start-Up Nation  | 20 pts                  |                         |

| Classificació de la muntanya | Classificació de la muntanya | Classificació de la muntanya       | Classificació de la muntanya | Classificació de la muntanya |
| Corredor                     | Corredor                     | Equip                              | Punts                        |                              |
| ---------------------------- | ---------------------------- | ---------------------------------- | ---------------------------- | ---------------------------- |
| 1r                           | Florian Vermeersch           | Lotto-Soudal                       | 32 pts                       |                              |
| 2n                           | Tom Van Asbroeck             | Israel Start-Up Nation             | 26 pts                       |                              |
| 3r                           | Alexis Gougeard              | AG2R Citroën Team                  | 18 pts                       |                              |
| 4t                           | Gianluca Brambilla           | Trek-Segafredo                     | 16 pts                       |                              |
| 5è                           | Baptiste Planckaert          | Intermarché-Wanty-Gobert Matériaux | 16 pts                       |                              |
| 6è                           | Tom Paquot                   | Bingoal Pauwels Sauces WB          | 16 pts                       |                              |
| 7è                           | Thomas Joseph                | Tarteletto-Isorex                  | 16 pts                       |                              |
| 8è                           | Quinn Simmons                | Trek-Segafredo                     | 14 pts                       |                              |
| 9è                           | Alessandro De Marchi         | Israel Start-Up Nation             | 14 pts                       |                              |
| 10è                          | Loïc Vliegen                 | Intermarché-Wanty-Gobert Matériaux | 10 pts                       |                              |

| Classificació de la muntanya | Classificació de la muntanya | Classificació de la muntanya       | Classificació de la muntanya | Classificació de la muntanya |
| Corredor                     | Corredor                     | Equip                              | Punts                        |                              |
| ---------------------------- | ---------------------------- | ---------------------------------- | ---------------------------- | ---------------------------- |
| 1r                           | Florian Vermeersch           | Lotto-Soudal                       | 32 pts                       |                              |
| 2n                           | Tom Van Asbroeck             | Israel Start-Up Nation             | 26 pts                       |                              |
| 3r                           | Alexis Gougeard              | AG2R Citroën Team                  | 18 pts                       |                              |
| 4t                           | Gianluca Brambilla           | Trek-Segafredo                     | 16 pts                       |                              |
| 5è                           | Baptiste Planckaert          | Intermarché-Wanty-Gobert Matériaux | 16 pts                       |                              |
| 6è                           | Tom Paquot                   | Bingoal Pauwels Sauces WB          | 16 pts                       |                              |
| 7è                           | Thomas Joseph                | Tarteletto-Isorex                  | 16 pts                       |                              |
| 8è                           | Quinn Simmons                | Trek-Segafredo                     | 14 pts                       |                              |
| 9è                           | Alessandro De Marchi         | Israel Start-Up Nation             | 14 pts                       |                              |
| 10è                          | Loïc Vliegen                 | Intermarché-Wanty-Gobert Matériaux | 10 pts                       |                              |

| Classificació dels esprints | Classificació dels esprints | Classificació dels esprints        | Classificació dels esprints | Classificació dels esprints |
| Corredor                    | Corredor                    | Equip                              | Punts                       |                             |
| --------------------------- | --------------------------- | ---------------------------------- | --------------------------- | --------------------------- |
| 1r                          | Dries De Bondt              | Alpecin-Fenix                      | 16 pts                      |                             |
| 2n                          | Quinten Hermans             | Intermarché-Wanty-Gobert Matériaux | 14 pts                      |                             |
| 3r                          | Sean Quinn                  | Hagens Berman Axeon                | 8 pts                       |                             |
| 4t                          | Ward Vanhoof                | Sport Vlaanderen-Baloise           | 8 pts                       |                             |
| 5è                          | Tom Van Asbroeck            | Israel Start-Up Nation             | 8 pts                       |                             |
| 6è                          | Erik Nordsæter Resell       | Uno-X Pro Cycling Team             | 8 pts                       |                             |
| 7è                          | Florian Vermeersch          | Lotto-Soudal                       | 8 pts                       |                             |
| 8è                          | Julius van den Berg         | EF Education-Nippo                 | 7 pts                       |                             |
| 9è                          | Eliot Lietaer               | B&B Hotels p/b KTM                 | 6 pts                       |                             |
| 10è                         | Fabio Van den Bossche       | Sport Vlaanderen-Baloise           | 5 pts                       |                             |

| Classificació dels esprints | Classificació dels esprints | Classificació dels esprints        | Classificació dels esprints | Classificació dels esprints |
| Corredor                    | Corredor                    | Equip                              | Punts                       |                             |
| --------------------------- | --------------------------- | ---------------------------------- | --------------------------- | --------------------------- |
| 1r                          | Dries De Bondt              | Alpecin-Fenix                      | 16 pts                      |                             |
| 2n                          | Quinten Hermans             | Intermarché-Wanty-Gobert Matériaux | 14 pts                      |                             |
| 3r                          | Sean Quinn                  | Hagens Berman Axeon                | 8 pts                       |                             |
| 4t                          | Ward Vanhoof                | Sport Vlaanderen-Baloise           | 8 pts                       |                             |
| 5è                          | Tom Van Asbroeck            | Israel Start-Up Nation             | 8 pts                       |                             |
| 6è                          | Erik Nordsæter Resell       | Uno-X Pro Cycling Team             | 8 pts                       |                             |
| 7è                          | Florian Vermeersch          | Lotto-Soudal                       | 8 pts                       |                             |
| 8è                          | Julius van den Berg         | EF Education-Nippo                 | 7 pts                       |                             |
| 9è                          | Eliot Lietaer               | B&B Hotels p/b KTM                 | 6 pts                       |                             |
| 10è                         | Fabio Van den Bossche       | Sport Vlaanderen-Baloise           | 5 pts                       |                             |

| Classificació del millor jove | Classificació del millor jove | Classificació del millor jove | Classificació del millor jove | Classificació del millor jove |
| Corredor                      | Corredor                      | Equip                         | Temps                         |                               |
| ----------------------------- | ----------------------------- | ----------------------------- | ----------------------------- | ----------------------------- |
| 1r                            | Quinn Simmons                 | Trek-Segafredo                | 20h 31' 13"                   |                               |
| 2n                            | Stan Dewulf                   | AG2R Citroën Team             | + 4"                          |                               |
| 3r                            | Alexis Renard                 | Israel Start-Up Nation        | + 20"                         |                               |
| 4t                            | Maxim Van Gils                | Lotto-Soudal                  | + 28"                         |                               |
| 5è                            | Sean Quinn                    | Hagens Berman Axeon           | + 31"                         |                               |
| 6è                            | Fabio Van den Bossche         | Sport Vlaanderen-Baloise      | + 33"                         |                               |
| 7è                            | Juan Pedro López              | Trek-Segafredo                | + 33"                         |                               |
| 8è                            | Stefano Oldani                | Lotto-Soudal                  | + 35"                         |                               |
| 9è                            | André Carvalho                | Cofidis                       | + 36"                         |                               |
| 10è                           | Alessandro Covi               | UAE Team Emirates             | + 36"                         |                               |

| Classificació del millor jove | Classificació del millor jove | Classificació del millor jove | Classificació del millor jove | Classificació del millor jove |
| Corredor                      | Corredor                      | Equip                         | Temps                         |                               |
| ----------------------------- | ----------------------------- | ----------------------------- | ----------------------------- | ----------------------------- |
| 1r                            | Quinn Simmons                 | Trek-Segafredo                | 20h 31' 13"                   |                               |
| 2n                            | Stan Dewulf                   | AG2R Citroën Team             | + 4"                          |                               |
| 3r                            | Alexis Renard                 | Israel Start-Up Nation        | + 20"                         |                               |
| 4t                            | Maxim Van Gils                | Lotto-Soudal                  | + 28"                         |                               |
| 5è                            | Sean Quinn                    | Hagens Berman Axeon           | + 31"                         |                               |
| 6è                            | Fabio Van den Bossche         | Sport Vlaanderen-Baloise      | + 33"                         |                               |
| 7è                            | Juan Pedro López              | Trek-Segafredo                | + 33"                         |                               |
| 8è                            | Stefano Oldani                | Lotto-Soudal                  | + 35"                         |                               |
| 9è                            | André Carvalho                | Cofidis                       | + 36"                         |                               |
| 10è                           | Alessandro Covi               | UAE Team Emirates             | + 36"                         |                               |

#### Classificació per equips
| Classificació per equips | Classificació per equips  | Classificació per equips | Classificació per equips |
| Equip                    | Equip                     | Temps                    |                          |
| ------------------------ | ------------------------- | ------------------------ | ------------------------ |
| 1r                       | Trek-Segafredo            | 61h 35' 02"              |                          |
| 2n                       | Cofidis                   | + 13"                    |                          |
| 3r                       | Lotto Soudal              | + 17"                    |                          |
| 4t                       | Sport Vlaanderen-Baloise  | + 25"                    |                          |
| 5è                       | AG2R Citroën Team         | + 2' 27"                 |                          |
| 6è                       | Jumbo-Visma               | + 3' 07"                 |                          |
| 7è                       | Bingoal Pauwels Sauces WB | + 3' 45"                 |                          |
| 8è                       | Israel Start-Up Nation    | + 4' 15"                 |                          |
| 9è                       | Bora-Hansgrohe            | + 5' 50"                 |                          |
| 10è                      | Riwal                     | + 6' 12"                 |                          |

## Evolució de les classificacions
| Etapa              | Vencedor           | Classificació general | Classificació per punts | Classificació de la muntanya | Classificació dels esprints intermedis | Classificació dels joves | Classificació per equips |
| ------------------ | ------------------ | --------------------- | ----------------------- | ---------------------------- | -------------------------------------- | ------------------------ | ------------------------ |
| 1                  | Dylan Groenewegen  | Dylan Groenewegen     | Dylan Groenewegen       | Tom Paquot                   | Dries De Bondt                         | Stan Dewulf              | UAE Team Emirates        |
| 2                  | Fabio Jakobsen     | Dylan Groenewegen     | Dylan Groenewegen       | Tom Paquot                   | Dries De Bondt                         | Juan Pedro López         | UAE Team Emirates        |
| 3                  | Quinn Simmons      | Quinn Simmons         | Quinn Simmons           | Florian Vermeersch           | Quinten Hermans                        | Quinn Simmons            | Trek-Segafredo           |
| 4                  | Dylan Groenewegen  | Quinn Simmons         | Dylan Groenewegen       | Florian Vermeersch           | Dries De Bondt                         | Quinn Simmons            | Trek-Segafredo           |
| 5                  | Fabio Jakobsen     | Quinn Simmons         | Dylan Groenewegen       | Florian Vermeersch           | Dries De Bondt                         | Quinn Simmons            | Trek-Segafredo           |
| Classements finals | Classements finals | Quinn Simmons         | Dylan Groenewegen       | Florian Vermeersch           | Dries De Bondt                         | Quinn Simmons            | Trek-Segafredo           |